# Enrique Camacho Matamoros
Enrique Camacho Matamoros, (Bogotá, 24 de julio de 1953) es un economista, empresario y dirigente deportivo colombiano, que se desempeña como presidente del equipo Millonarios Fútbol Club la Categoría Primera A de Colombia. Camacho es descendiente directo de toda una familia de militares y políticos criollos entre los que destacan Presidentes de Colombia, alcaldes de Tunja y alcaldes de Bogotá.

## Biografía

### Formación académica
Enrique se tituló como economista de la Universidad de Los Andes en Colombia; luego para sus postgrados se trasladó a los Estados Unidos en donde ingresó a la Universidad de Pensilvania en donde estudió dos especializaciones: Marketing y Finanzas e Investigación avanzada en Marketing.

### Empleos
Enrique durante su trayectoria profesional ha sido miembro de varias Juntas Directivas como: En Fondo de Inversión para la Paz (Plan Colombia), Pizano S.A, Leasing Corficolombiana, Fiduciaria Corficolombiana, Almaviva, Inmobiliaria Selecta y en el Banco de la República de Colombia. Durante la última década se ha desempeñado como dirigente deportivo siendo el presidente del Millonarios Fútbol Club.

## Familia
Árbol genealógico de Enrique Camacho Matamoros, según nomenclatura y referencia: Los primeros registros que se tienen de la familia Camacho en Colombia datan de los años 1600 cuando se comenzaron a trasladar desde Jerez de La Frontera, España, a la ciudad de Tunja.

### Quinta generación
- Trastatatatatatatarabuela: Juana Camacho Hayna, nacida en Jerez de la Frontera, España, primer Camacho del registro.
- Trastatatatatatarabuelo: Lucas Camacho de La Peña, hijo de Juana, también nacido en Jerez de la Frontera, fue durante varios años Regidor de Tunja, Colombia.
- Trastatatatatarabuelo: Lucas Camacho de Guzmán, se lo otorgó el título de Alférez real y fue alcalde de Tunja en 1701.
- Trastatatatarabuelo: Luis Camacho de La Peña y Guzmán, fue un destacado militar ocupando el rango de Capitán.

### Cuarta generación
- Trastatatarabuelo: Martín Camacho y Rojas, alcalde de Tunja.
- Trastatarabuelo: Francisco Camacho y Solórzano, alcalde de Bogotá entre 1779 y 1780.

### Tercera generación
- Tío-Trastatarabuelo (paterno): Agustín Manuel Camacho, sacerdote católico neogranadino de la orden de los dominicos; La madre de Agustín fue la sobrina de Diego de Medina y Rojas, primer alcalde de Tunja (de quienes descienden Enrique Olaya Herrera y Alfonso López Pumarejo).
- Tío-Trastatarabuelo (paterno): Clemente Camacho, alcalde de Bogotá en 1788 y 1789.
- Tío-Trastatarabuelo (paterno): José Joaquín Camacho, Presidente de Colombia 1814-1815.
- Tío-Trastatarabuelo (materno): Domingo Caycedo, Presidente de Colombia 1830 - 1831, hijo de Luis Caycedo y Flórez, alcalde de Bogotá 1810.

### Segunda generación
- Tía abuela tercera: Juana Martínez Camacho, sobrina del prócer José Joaquín Camacho, casada con Antonio Ricaurte, sobrino del Presidente de Colombia,  Jorge Tadeo Lozano 1811.
- Tatarabuelo: Oscar Camacho.
- Bisabuelo: Clemente Camacho y Pradilla.

### Primera generación
- Abuelo paterno: Su abuelo Alberto Camacho Torrijos era hermano de la tatarabuela materna del Presidente de Colombia 2010 - 2018, Juan Manuel Santos, Francisca Ricaurte Camacho, de quien también descienden Guillermo Santos Calderón, Presidente de Millonarios en la temporada 2003 - 2004 y de Francisco Santos Calderón, vicepresidente de Colombia 2002 - 2010.[5]

- Abuela paterna:Rosa Leyva Camacho era sobrina de su esposo Alberto y a la vez era bisnieta del militar y político (Domingo Caicedo), tercer presidente de la Gran Colombia, y quien le dio el golpe de Estado al entonces presidente Francisco de Paula Santander en 1830, a raíz de una gran amistad con el expresidente Simón Bolívar.

- Abuelo maternos: Gustavo Matamoros León fue un militar y Gobernador de Norte de Santander, además, se le considera como el promotor de la hípica en Colombia, organizando concursos para la alta sociedad bogotana.[5]

### Generación actual
- Tío: Alberto Camacho Leyva, fue un Oficial del Ejército Nacional de Colombia e ingeniero industrial colombiano..
- Tío: Luis Carlos Camacho Leyva, fue Ministro de Defensa de Colombia en el periodo de 1978-1982, siendo nombrados por el presidente Julio César Turbay.
- Tío: Gustavo Matamoros D'Costa, fue Ministro de Defensa de Colombia en el periodo de 1983-1985, siendo nombrados por el presidente Belisario Betancur.
- Primas: María del Pilar y Adriana Matamoros Camacho fueron campeonas de los Juegos Bolivarianos en los Deportes ecuestres.
- Primo: Gustavo Matamoros Camacho, fue director de Indumil y Agregado militar en las embajadas colombianas en China y Estados Unidos.
- Primo: Roberto Camacho Weberberg, fue un abogado y político colombiano militante del Partido Conservador Colombiano.
- Padres: Bernardo Camacho Leyva, director general de la Policía Nacional de Colombia 1965 -1971 y de Essy Matamoros D'Costa.
- Sobrino-nieto: Aníbal Fernández de Soto Camacho, Fue Viceministro del Interior y de Defensa de Colombia y Secretario de Seguridad, Convivencia y Justicia de Bogotá. Hijo de  Aníbal Fernández de Soto Valderrama alcalde de Bogotá en 1973-74.

### Parentescos por confirmar
- Nemesio Camacho, ministro, senador y gerente del Banco Central, del Tranvía de Bogotá y del Ferrocarril del Pacífico.

### Otros parientes
- Su tío-Trastatarabuelo (materno): Domingo Caycedo, fue tío abuelo del militar Lisandro Leyva Mazuera de quien también descienden los políticos: Jorge Leyva Durán y Álvaro Leyva Durán. Es decir, estos dos últimos son primos de Enrique en sexto grado.
- Su abuelo Alberto Camacho Torrijos, estaba emparentado con el educador colombiano José María Torrijos Rada, quien fue el padre del expresidente de Panamá, Omar Torrijos Herrera. Los hijos de Omar son el actor y cantante Dumas Torrijos Pauzner y el político Martín Torrijos Espino.
- Su abuelo Alberto Camacho Torrijos, fue sobrino bisnieto del político neogranadino (Joaquín Camacho Mosquera), quien ocupó la presidencia de Colombia como triunviro entre 1814 y 1815, y fue uno de los firmantes del Acta de Independencia de Colombia de 1810.

## Presidencia en Millonarios
Llega a la presidencia de Millonarios Fútbol Club el 16 de mayo de 2014 tras la renuncia del anterior presidente, Juan Carlos Saldarriaga y el interinato de Adriana Pinto Dávila. 
Entres sus proyectos destacan: consolidación de las divisiones menores del club, hacer de Millonarios un equipo estable en lo económico y deportivo, y la factibilidad de la construcción del estadio propio del club.

### Palmarés
| Competición nacional        | Títulos          | Subtítulos |
| --------------------------- | ---------------- | ---------- |
| Organizados por FCF         |                  |            |
| Categoría Primera A (2/1)   | 2017-II, 2023-I. | 2021-I.    |
| Copa Colombia (1/1)         | 2022.            | 2023.      |
| Superliga de Colombia (2/0) | 2018, 2024.      |            |

## Anexos
- Familia Camacho
- Anexo:Presidentes de Millonarios Fútbol Club
- Anexo:Enrique Camacho Matamoros en la presidencia de Millonarios Fútbol Club
- Anexo:Temporada 2014 del Millonarios Fútbol Club
- Anexo:Temporada 2015 del Millonarios Fútbol Club
- Anexo:Temporada 2016 de Millonarios Fútbol Club
- Anexo:Temporada 2017 de Millonarios Fútbol Club
- Anexo:Temporada 2018 de Millonarios Fútbol Club
- Anexo:Temporada 2019 de Millonarios Fútbol Club
- Anexo:Temporada 2020 de Millonarios Fútbol Club
- Anexo:Temporada 2021 de Millonarios Fútbol Club
- Anexo:Temporada 2022 de Millonarios Fútbol Club
- Anexo:Temporada 2023 de Millonarios Fútbol Club
- Anexo:Temporada 2024 de Millonarios Fútbol Club
- Anexo:Temporada 2025 de Millonarios Fútbol Club